# Adam Lambrechts
Adam Lambrechts (19 november 1992) is een Belgisch aquabiker en triatleet.

## Levensloop
In 2021 werd hij wereldkampioen in het Nederlandse Almere. Eerder dat jaar werd hij reeds Europees kampioen in het Oostenrijkse Walchsee.
Lambrechts is woonachtig in Nijlen en leerkracht lichamelijke opvoeding van beroep.